# Clifton (Arizona)
Clifton é uma vila localizada no estado americano do Arizona, no condado de Greenlee, do qual é sede. Foi incorporada em 1909.

## Geografia
De acordo com o United States Census Bureau, a vila tem uma área de 38,4 km², onde 37,8 km² estão cobertos por terra e 0,6 km² por água.

### Localidades na vizinhança
O diagrama seguinte representa as localidades num raio de 56 km ao redor de Clifton. 

## Demografia
Segundo o censo nacional de 2010, a sua população é de 3 311 habitantes e sua densidade populacional é de 87,6 hab/km². Possui 1 580 residências, que resulta em uma densidade de 41,8 residências/km².